# Aeropuerto Internacional Piedras Negras
El Aeropuerto Internacional Piedras Negras (Código IATA: PDS - Código OACI: MMPG - Código DGAC: PNG), es un aeropuerto internacional localizado en el municipio de Nava, Coahuila, México, cerca de la frontera entre Estados Unidos y México. Maneja el tráfico aéreo de la Zona Metropolitana de Piedras Negras e Eagle Pass, Texas principalmente. 
El aeropuerto es considerado el tercero en importancia en el estado de Coahuila debido al número de pasajeros que transporta, después de los aeropuertos de Torreón y Saltillo.

## Información

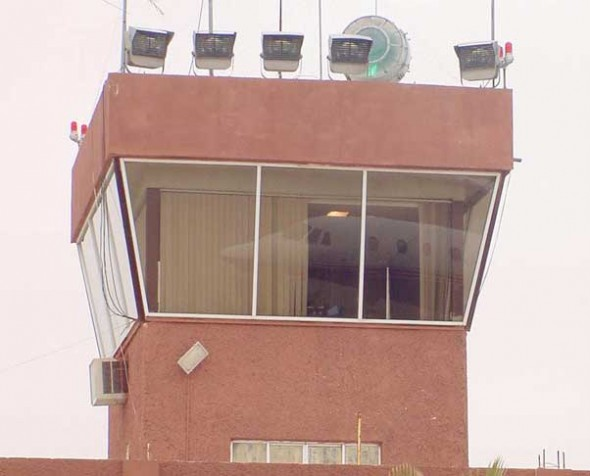
Torre de control del aeropuerto.

El Aeropuerto Internacional de Piedras Negras se ubica en la carretera Piedras Negras-Nuevo Laredo a la altura del kilómetro 2.5. Esta terminal aérea posee servicio de aduana para el despacho de mercancías, servicio de carga, de migración, inspección fitozoosanitaria, cuerpo de rescate y extinción de incendios, alquiler de automóviles y transporte terrestre.
El aeropuerto contó con un vuelo diario de Aeroméxico Connect hacia Monterrey hasta el invierno de 2009, el cual fue cancelado debido a la sustitución de sus equipos Saab 340 por Jets Embraer ERJ 145 con capacidad para 50 plazas.
Después de dos años sin vuelos comerciales, el 3 de noviembre de 2010, Aeromar inició operaciones en la ciudad con la ruta Piedras Negras - Monterrey, atendida a través de la flota de ATR 42, con capacidad para 48 pasajeros. Después de ver que la mayoría de los pasajeros utilizaba el Aeropuerto Internacional de Monterrey como una conexión para ir finalmente a la Ciudad de México, se optó por cambiar la ruta hacia ese destino, utilizando las ya existentes entre Saltillo y la capital de país. Es así como inicia la ruta Piedras Negras - Saltillo - Ciudad de México, es decir, un vuelo semi-directo entre Piedras Negras y la Ciudad de México, con escala en la ciudad de Saltillo, sin tener que hacer cambio de aeronave. La ruta inició con cuatro vuelos a la semana (lunes, martes, miércoles y viernes); después, en enero de 2013 se adicionó el vuelo para el día jueves; en marzo del mismo año se añadió el vuelo del sábado; para finalmente, agregar el vuelo del domingo en junio de 2013. 
Desde el 2013, el aeropuerto es operado por la Administradora Coahuilense de Infraestructura y Transporte Aéreo, empresa que opera diversos aeropuertos del estado.
A partir del 21 de enero de 2014, Aeromar inicia rutas directas entre Piedras Negras y la Ciudad de México, esto, debido a la buena aceptación que ha tenido desde sus inicios. 
Para el 2020, Piedras Negras recibió a 9,481 pasajeros, mientras que para 2021 recibió a 10,019 pasajeros, según datos publicados por la Administradora Coahuilense de Infraestructura y Transporte Aéreo.
En el año 2023 quiebra la empresa Aeromar y posteriormente entra en operación la empresa Aerus con diferentes rutas incluyendo Piedras Negras a Monterrey. La ruta Piedras Negras a Ciudad de México desapareció con la empresa Aeromar, al menos hasta el momento.

## Instalaciones
- El Boulevard Aeropuerto (Carretera a Nuevo Laredo) y el Boulevard Venustiano Carranza son los principales accesos a las instalaciones. Se cuenta con servicio de taxi las 24 horas, el cual no es proporcionado por el aeropuerto.

### Hoteles
- Hampton Inn by Hilton
- Quality Inn
- Holiday Inn Express
- Best Western Plus
- City Express
- Days Inn

## Aerolíneas y destinos

### Pasajeros
| Destinos por aerolínea                              | Destinos por aerolínea | Destinos por aerolínea | Destinos por aerolínea |
| Aerolínea                                           | Destinos               |                        |                        |
| --------------------------------------------------- | ---------------------- | ---------------------- | ---------------------- |
| Aerus                                               | Monterrey              |                        |                        |
| Total: 1 destino (nacional), 1 aerolínea (nacional) |                        |                        |                        |

### Destinos nacionales
Se brinda servicio a 1 ciudad dentro del país a cargo de 1 aerolínea.
| Monterrey (MTY) | • |   | 1 |
| Total           | 1 | 0 | 1 |

## Estadísticas

### Tráfico anual
Sólo se muestra muestran vuelos comerciales regulares y vuelos de fletamento, no se incluyen vuelos militares ni de aviación general.
| Año  | Vuelos | Pasajeros | kg de carga | Año  | Vuelos | Pasajeros | kg de carga |
| 2023 | 1,220  | 10,178    | 0           | 2014 | 644    | 15,034    | 30,598      |
| 2022 | 431    | 14,604    | 59,702      | 2013 | 1,252  | 11,449    | 48,129      |
| 2021 | 350    | 10,019    | 74,537      | 2012 | 804    | 7,694     | 81,460      |
| 2020 | 416    | 9,481     | 33,287      | 2011 | 735    | 8,419     | 3,100       |
| 2019 | 597    | 24,170    | 37,714      | 2010 | 82     | 779       | 32,292      |
| 2018 | 699    | 26,322    | 41,710      | 2009 | 0      | 0         | 0           |
| 2017 | 719    | 21,787    | 30,996      | 2008 | 1,061  | 10,516    | 1,068       |
| 2016 | 726    | 20,565    | 30,869      | 2007 | 1,171  | 11,888    | 535         |
| 2015 | 692    | 17,810    | 19,390      | 2006 | 1,137  | 13,355    | 4,117       |
| ---- | ------ | --------- | ----------- | ---- | ------ | --------- | ----------- |

## Aerolíneas que volaban anteriormente al AIPN
| Aerolíneas                                             |
| ------------------------------------------------------ |
| Aeroméxico Connect, Aerolitoral, Aeromar, Aero DaVinci |

## Accidentes e incidentes
- El 10 de octubre de 1949 una aeronave Douglas DC-3-277B con matrícula XA-HOU de Aerovías Coahuila que operaba un vuelo entre el Aeropuerto de la Ciudad de México y el Aeropuerto de Piedras Negras, se precipitó a tierra durante su aproximación, estrellándose en la Sierra de Ovallos y matando a los 3 tripulantes y a los 5 pasajeros.[5]

- El 31 de octubre de 1995 una aeronave Cessna 208B Grand Caravan con matrícula XA-SVM operado por Transportes Aéreos de Coahuila (TACSA) se estrelló durante su aproximación al Aeropuerto de Piedras Negras matando al piloto y a 8 de los 10 pasajeros. La aeronave había partido del Aeropuerto Internacional de Saltillo, cuando el piloto se comunicó con el Aeropuerto de Piedras Negras, se le informó que estaba cerrado debido a inclemencias del tiempo, sin embargo, el piloto intentó hacer la aproximación.[6]

- El 7 de julio de 2010 una aeronave Piper PA-31T Cheyenne II con matrícula XB-MPV operadapor Rajet Aeroservicios SA que había partido del aeropuerto de Piedras Negras para realizar un vuelo de observación sobre el Río Escondido y el Río Bravo tras las afectaciones del Huracán Alex, se estrelló cerca de la Presa La Fragua matando a sus 8 ocupantes, entre ellos el secretario de Obras Públicas de Coahuila, Horacio del Bosque, y el alcalde de Piedras Negras, Juan Manuel Maldonado. La investigación demostró que la aeronave volaba a baja altura además de llevar exceso de carga, factores que contribuyeron al accidente.[7][8][9]

## Aeropuertos cercanos
Los aeropuertos más cercanos son:
- Aeropuerto Internacional de Del Rio (91km)
- Aeropuerto Internacional de Laredo (160km)
- Aeropuerto Internacional Quetzalcóatl (163km)
- Aeropuerto de San Antonio Martindale AAF (216km)
- Aeropuerto Internacional de San Antonio (224km)